# 张雁 (1969年)
张雁（1969年4月—），甘肃玉门人，汉族，无党派人士。中华人民共和国政治人物、第十三届全国人民代表大会新疆维吾尔族自治区代表。

## 生平
2018年，张雁被选为新疆维吾尔族自治区出席第十三届全国人民代表大会代表。